# 앙골라날씬몽구스
앙골라날씬몽구스(Galerella flavescens)는 식육목 몽구스과에 속하는 포유류의 일종이다. 남아프리카에서 발견되며, 특히 앙골라와 나미비아에서 서식한다. 사바나 지역에서 살며, 사막이나 울창한 숲은 기피한다. 길고 날씬한 몸을 갖고 있으며, 수컷은 암컷보다 약 15% 정도 크다. 38개의 이빨을 갖고 있다.
수컷은 새끼를 키우는 일을 돌보지 않는다. 새끼는 태어난 지 3주 후에 눈을 뜨며, 약 10주 정도 지나면 어미의 품을 떠나고 24주가 되면 영구치가 난다.